# Historical Social Research
Historical Social Research (HSR) ist eine internationale begutachtete (peer-reviewed) wissenschaftliche Fachzeitschrift zur Historischen Sozialforschung.

## Aufbau und Charakteristik
Die Zeitschrift existiert seit 1975, zunächst unter dem Titel QUANTUM Information als Newsletter der Arbeitsgemeinschaft QUANTUM und von 1979 bis 2020 unter dem Titel Historical Social Research / Historische Sozialforschung. 2021 wurde der Titel aufgrund der Internationalisierung der Zeitschrift auf Historical Social Research verkürzt. Es erscheinen vier HSR-Ausgaben plus i. d. R. ein Supplementheft im Jahr. Als offizielle Zeitschrift der Arbeitsgemeinschaft QUANTUM wird Historical Social Research von der GESIS – Leibniz-Institut für Sozialwissenschaften in Köln herausgegeben.
Die HSR ist im Social Science Citation Index vertreten und wird unter anderem in JSTOR erschlossen. Die European Science Foundation hat die HSR 2011 in den European Reference Index for the Humanities and the Social Sciences (ERIH PLUS) aufgenommen.
Die HSR wird von einem geschäftsführenden Herausgeber (seit 1986 Wilhelm Heinz Schröder) geleitet und von einer international zusammengesetzten Herausgeberschaft betreut. Sie wird publiziert in Kooperation mit den vorhandenen Nutzer- und Vorfeldorganisationen der Historischen Sozialforschung und mit den fachlich nahestehenden Online-Netzwerken, Online-Portalen und Online-Journals.
Die Zeitschrift wird durch drei weitere Angebote ergänzt:
1. HSR-Supplement ist eine in Druckform erscheinende Supplementreihe, die Einführungen, Vorlesungsskripte, Readers, Datendokumentationen und Anderes enthält.
2. HSR-Transition ist ein frei zugängliches Online-Supplement, das Einführungen, Vorlesungsskripte, Readers, Datendokumentationen, Datensätze und Datenbanken enthält.
3. HSF Buch-Reihe: Historisch-sozialwissenschaftliche Forschungen wurde 1977 gegründet. Bis zur Einstellung der Reihe 1991 erschienen insgesamt 17 Themenbände und 6 Forschungsdokumentationen.

HSR publiziert nach eigenen Angaben „fast ausschließlich auf Englisch“.
Die Volltexte sämtlicher Beiträge der Jahrgänge, die älter als 6 Monate sind, sind im Online-Archiv der HSR frei zugänglich (Delayed Open Access). Informationen über die aktuellen Ausgaben (Kurzinformationen zur Ausgabe, Inhaltsverzeichnisse, Abstracts) sind im Bereich „Aktuelle Hefte“ auf der HSR-Homepage verfügbar.

## Das Editorial Board
Main Editors
- Heinrich Best (Jena), zugleich Managing Editor
- Wilhelm H. Schröder (Köln), zugleich Managing Editor-in-Chief

Managing Editors
- Wilhelm H. Schröder, Editor-In-Chief (Köln)
- Nina Baur (Berlin)
- Heinrich Best (Jena)
- Rainer Diaz-Bone (Luzern)
- Philip Jost Janssen (Köln)
- Johannes Marx (Bamberg)

## Belege
1. ↑  Eintrag im JournalRankingGuide. (Memento vom 10. Oktober 2016 im Internet Archive) ZBW, abgerufen am 11. Dezember 2014.
2. ↑  Historical Social Research – Historische Sozialforschung (Memento vom 13. Dezember 2014 im Internet Archive) In: ERIH PLUS, abgerufen am 11. Dezember 2014.
3. ↑  Über HSR. Empirical. International. Interdisciplinary. GESIS, abgerufen am 6. Juli 2021.
4. ↑  FAQs für Leser*innen. GESIS, abgerufen am 12. November 2021.
5. ↑  HSR Volltext Archiv. GESIS, abgerufen am 12. November 2021.
6. ↑  HSR Aktuelle Hefte. GESIS, abgerufen am 12. November 2021.
7. ↑  Main Editors. In: gesis.org, abgerufen am 29. Oktober 2023.
8. ↑  Managing Editors. In: gesis.org, abgerufen am 29. Oktober 2023.